# Abstrakte Kunst

Frank Stella – Memantra (2005)

Abstrakte Kunst ist eine Sammelbezeichnung für nach 1900 in Erscheinung tretende Kunstrichtungen des 20. Jahrhunderts. Sie verwendet die bildnerischen Gestaltungsmittel teils – wie der Kubismus – vom Gegenstand abstrahierend, teils völlig losgelöst von Natur und realen Gegenständen (gegenstandslose Kunst). Werke der ersteren Kategorie zeigen abstrahierte („verwesentlichte“, auf eine Essenz verdichtete) Gegenstände, Figuren, Räume. Werke der letzteren Kategorie bedienen sich autonom der visuellen, künstlerischen Mittel, ohne jeglichen mimetischen Gegenstandsbezug. In der Verbreitung der Fotografie mit ihrer neuen Qualität der Naturwiedergabe wird eine der Ursachen für das Entstehen der abstrakten Kunst gesehen.

## Anfänge

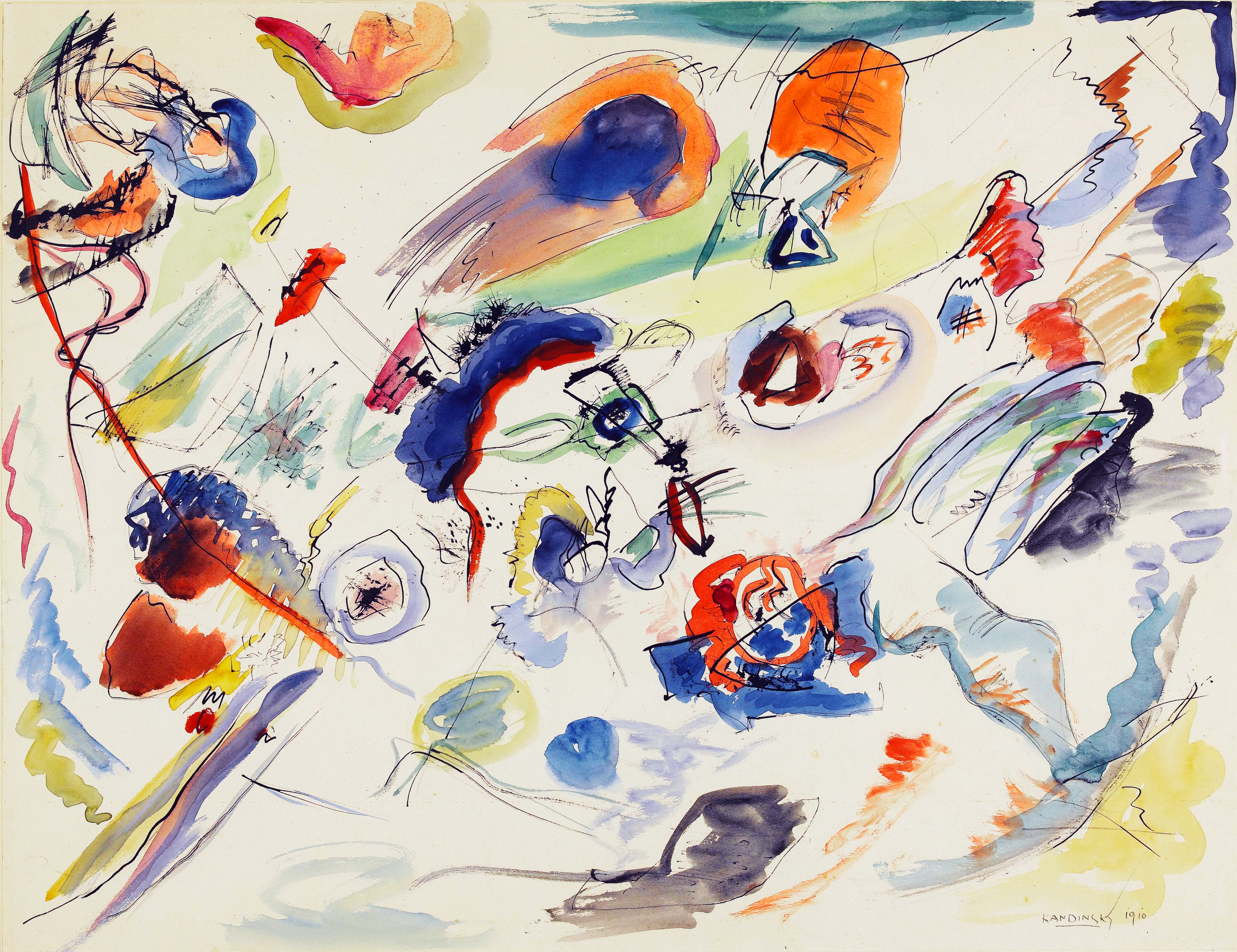
Wassily Kandinsky: Aquarell ohne Titel, 1910 oder 1913 entstanden

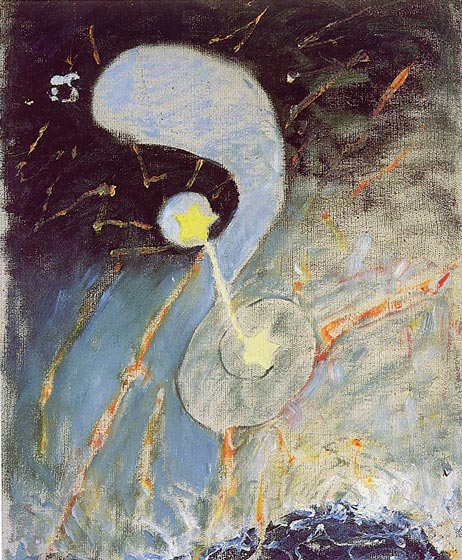
Hilma af Klint, Chaos, n°2, 1906.

Die ideellen Wurzeln dürften bis ins antike Griechenland zurückreichen. Die philosophische Justierung für die Einordnung und Würdigung der formalen Qualitäten eines Oeuvres ergibt sich demnach schon aus einer Aussage Platons: „Gerade Linien und Kreise sind … nicht nur schön … sondern ewiglich und absolut schön.“ Grundsätzlich wollte Platon damit zum Ausdruck bringen, dass nicht gegenständliche Bilder (z. B. einfache geometrische Formen) eine absolute, nicht veränderliche Schönheit besitzen. Demnach kann ein Werk bloß auf der Grundlage seiner Linien und Farben gewürdigt und wertgeschätzt werden – es ist nicht dazu verpflichtet, ein natürliches Objekt oder eine gegenständliche Szene darzustellen.
Abstrakte Kunst in der Form, wie wir sie heute kennen, ist wesentlich jünger und hat ihren Ursprung als Abkehr von der klassischen und traditionellen akademischen Malerei in Europa im späten 19. und frühen 20. Jahrhundert.
Als erste kunstschaffende Person, die abstrakte Bilder malte, gilt seit einem Bericht der Journalistin und Historikerin Julia Voss in der Frankfurter Allgemeinen Zeitung im April 2011 Hilma af Klint (1862–1944). Nach einer Serie kleinformatiger Bilder im November 1906 schuf sie ihr erstes großformatiges Bild im Jahr 1907.
Weitere Wegbereiterinnen und Wegbereiter der abstrakten Malerei waren die in Frankreich aktiven Künstler Sonia Delaunay-Terk, Robert Delaunay und Francis Picabia, der Niederländer Piet Mondrian und die in der Schweiz und Frankreich wirkende Sophie Taeuber-Arp.
Kurz nach 1900 begannen die ersten Maler und Bildhauer sich immer weiter von der Wiedergabe der realen Welt zu entfernen. Bekannt ist Wassily Kandinskys Weg von einer stilisierenden, dem Münchner Jugendstil verpflichteten Malerei über zahlreiche Entwicklungsstufen hin zu abstrakten Kompositionen, die in der reinen Gegenstandslosigkeit organischer und geometrischer Formen münden. Für Künstler wie Kandinsky war nicht mehr die Abbildung der Wirklichkeit entscheidend. Die einzige Wahrheit wollte der russische Künstler im Inneren des Menschen erkennen, und dieses Innere, die Gefühlswelt, sollte sich auf der Leinwand in abstrakten Farben und Formen widerspiegeln. Schon der Kunsthistoriker Wilhelm Worringer hatte 1907 einen Essay über „Abstraktion und Einfühlung“ geschrieben. Darin heißt es: „Die Tendenz zur Abstraktion ist die Folge einer tiefen Verunsicherung des Menschen angesichts der Welt.“
Programmatisch legte Kandinsky mit seiner 1910 verfassten Schrift: Über das Geistige in der Kunst die theoretische Grundlage für die neue Richtung in der Malerei. Ob ihm die Pionierrolle in der Entwicklungsgeschichte zur Abstraktion zukommt, ist indessen strittig. Seinen eigenen Angaben zufolge malte er sein erstes gegenstandsloses Bild im Jahr 1910. Heute geht man aber davon aus, dass Kandinsky dieses Bild vordatiert hat, vermutlich malte er es erst 1913. Der Tscheche František Kupka hatte bereits 1911 begonnen, abstrakte Bilder zu malen.
In der Bildhauerei entstanden die eigentlich gegenstandslosen Werke erst um 1920 von dem ukrainischen Bildhauer Alexander Archipenko, dem russischen Konstruktivisten El Lissitzky und dem englischen Bildhauer Henry Moore.

## Theoretische Grenzen und Abgrenzung von gegenstandsloser Kunst
Die Beschreibung von Momenten der Kunst, die sich nicht einem mimetischen Gegenstandsbezug unterwerfen – einer historisch insbesondere für bildende und darstellende Kunst formulierten Norm, die sich wenn überhaupt nur mit erheblichen Einschränkungen auch auf Musik, Architektur und Literatur beziehen lässt –, als Abstraktion ist jedoch nur eine mögliche Perspektive, die auch dem Selbstverständnis verschiedener Strömungen der Kunstgeschichte widerspricht. So grenzten der Suprematismus Kasimir Malewitschs und der Konstruktivismus sich als gegenstandslos explizit von der abstrakten Kunst (etwa Wassily Kandinskys) ab, als illusionismusfreier Schaffung neuer konkreter Wirklichkeit in den Kunstwerken (Suprematismus) bzw. schöpferischer Gestaltung des materiellen Lebens (Konstruktivismus).

## Parallele in der Musik
Die Künstler der Abstraktion bewegten sich parallel zur Musik dieser Zeit. Dort wurde mit der dissonanten Freisetzung des Klangwertes der Einzeltöne und der Entfernung von der Melodie etwas Vergleichbares zur Freisetzung des Farbtons vom Gegenstand geschaffen. Die Künstler des Blauen Reiters suchten daher den Schulterschluss mit Komponisten wie Arnold Schönberg, dem Begründer der Zwölftontechnik.

## Stilrichtungen
Seit ihren Anfängen hat Abstrakte Kunst in immer neuen Varianten, Stilrichtungen und Zusammenhängen weltweit ihren Platz in der Kunstszene behauptet. Zu ihren wichtigsten Stilrichtungen gehören der Konstruktivismus und Suprematismus, die geometrische Abstraktion, der Abstrakte Expressionismus, das Informel, die Analytische Malerei und die Kunst, die am Bauhaus entstand.

## Künstler (Auswahl)

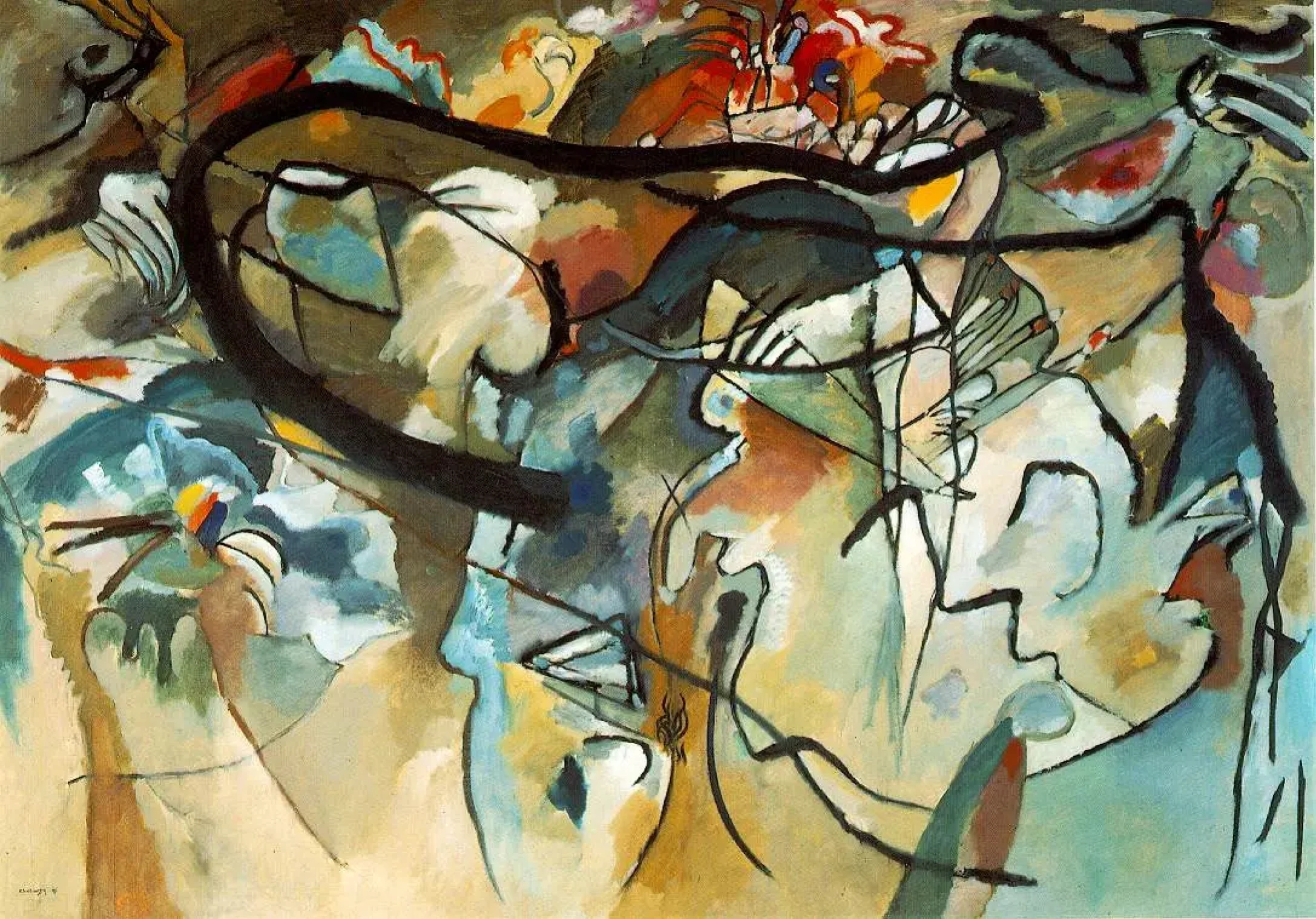
Wassily Kandinsky: Das Jüngste Gericht/Komposition V, 1911, Privatbesitz

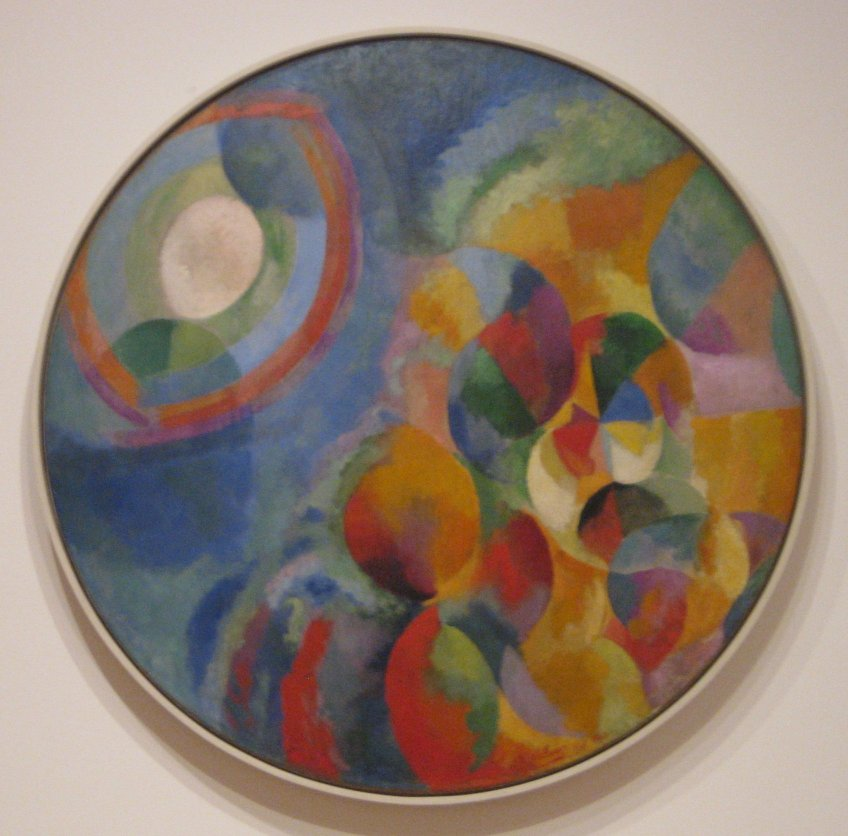
Robert Delaunay: Simultaneous Contrasts-Sun and Moon, 1912–1913, Öl auf Leinwand, Museum of Modern Art, New York

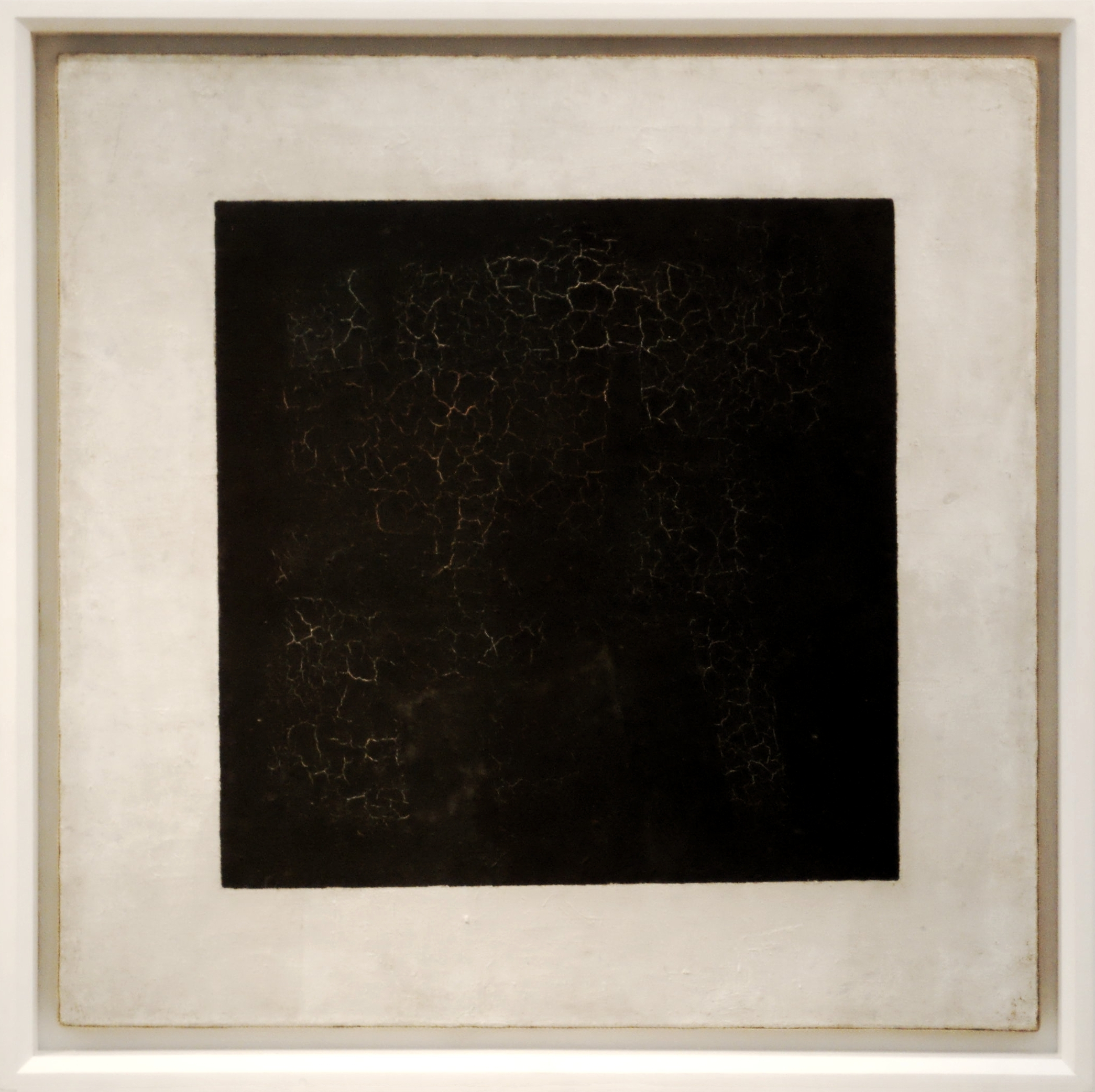
Kasimir Malewitsch: Schwarzes Quadrat auf weißem Grund, 1915 erstmals ausgestellt, Tretjakow-Galerie, Moskau

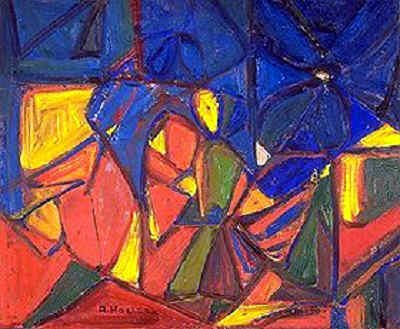
Adolf Hölzel: Abstraktion II, 1915/16. Staatsgalerie Stuttgart

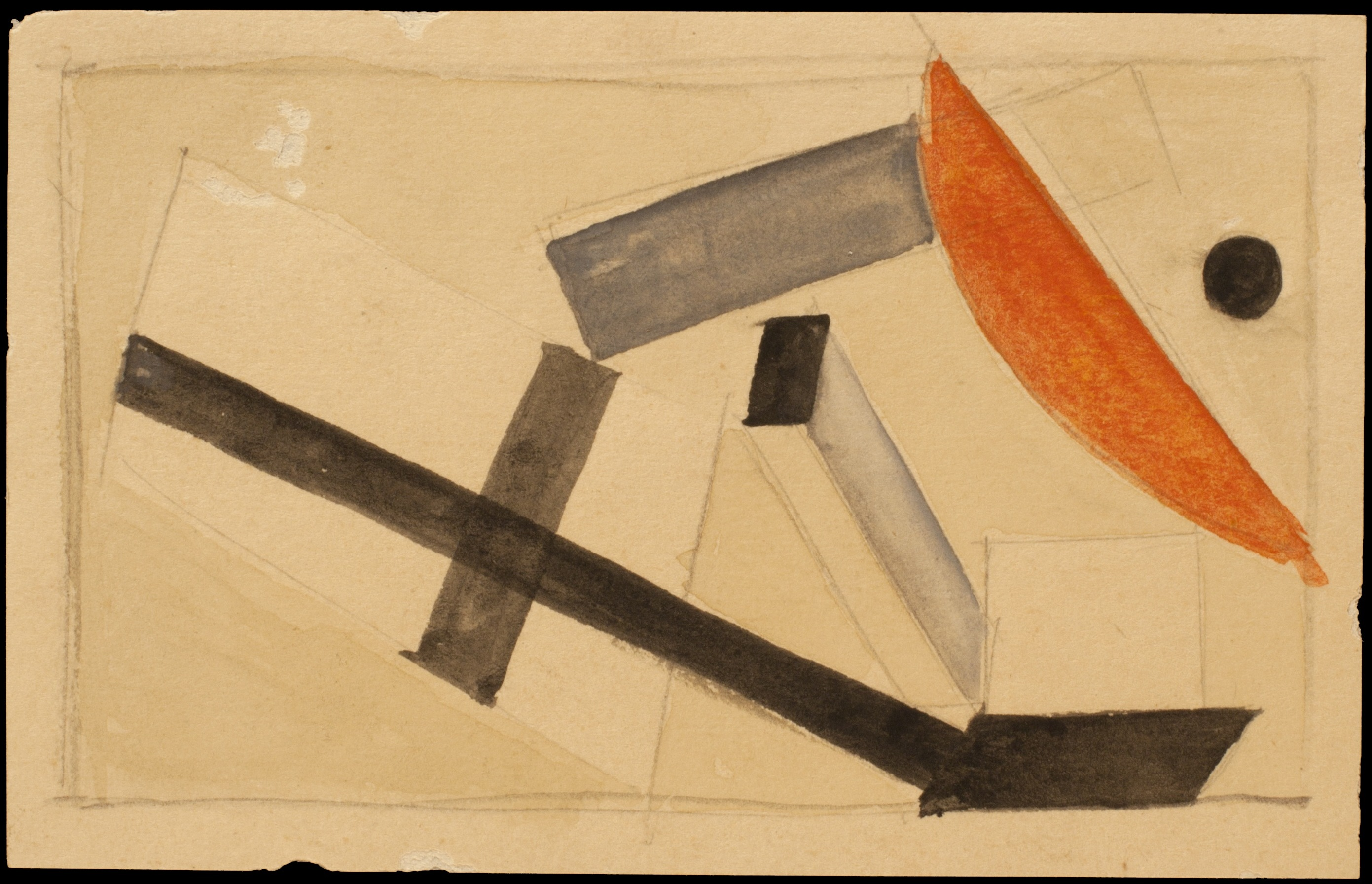
El Lissitzky: Proun, 1924, M.T. Abraham Center for the Visual Arts

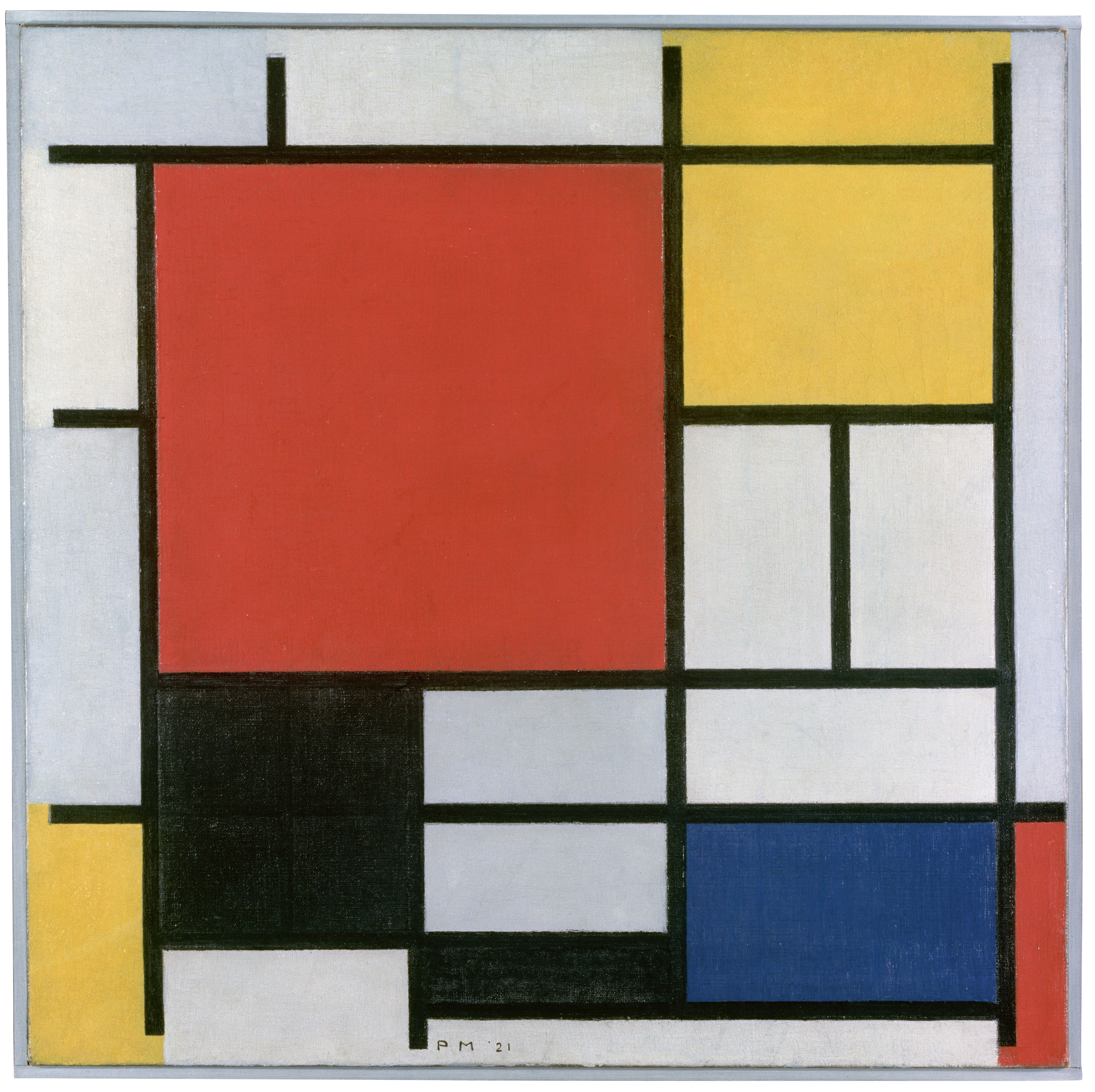
Piet Mondrian: Komposition mit Rot, Gelb, Blau und Schwarz, 1926, Gemeentemuseum Den Haag

- Alexander Archipenko (1887–1964), Bildhauer
- Hans Arp (1886–1966), Maler, Bildhauer und Dichter
- Giacomo Balla (1871–1958), Maler
- Lucy Baker (* 1955), Malerin
- Willi Baumeister (1889–1955), Maler und Typograf
- Constantin Brâncuși (1876–1957), Bildhauer
- Peter Brüning (1929–1970), Maler, Grafiker und Objektkünstler
- Alexander Calder (1898–1976), Bildhauer
- Jean-Michel Coulon (1920–2014), Maler
- Robert Delaunay (1885–1941), Maler
- Sonia Delaunay-Terk (1885–1979), Malerin und Textil-Gestalterin
- Jean Fautrier (1898–1964), Maler
- Günter Fruhtrunk (1923–1982), Maler
- Lucio Fontana (1899–1968), Maler und Bildhauer
- Winfred Gaul (1928–2003), Maler
- Rupprecht Geiger (1908–2009), Maler, Bildhauer und Architekt
- Sam Gilliam (1933–2022), Maler
- Gotthard Graubner (1930–2013), Maler
- Karl Otto Götz (1914–2017), Maler und Grafiker
- Hans Hartung (1904–1989), Maler und Grafiker
- Adolf Hölzel (1853–1934), Maler
- Wassily Kandinsky (1866–1944), Maler
- Yves Klein (1928–1962), Maler
- Hilma af Klint (1862–1944), Malerin
- Willem de Kooning (1904–1997), Maler
- František Kupka (1871–1957), Maler
- Michail Fjodorowitsch Larionow (1881–1964), Maler
- El Lissitzky (1890–1941), Maler, Grafiker, Architekt und Fotograf
- Christoph Luger (* 1957), Maler
- Kasimir Malewitsch (1878–1935), Maler
- Georges Mathieu (1921–2012), Maler
- Ludwig Merwart (1913–1979), Maler, Grafiker
- Joan Miró (1893–1983), Maler und Bildhauer
- László Moholy-Nagy (1895–1946), Maler, Designer und Fotograf
- Piet Mondrian (1872–1944), Maler
- Henry Moore (1898–1986), Bildhauer
- Robert Motherwell (1915–1991), Maler
- Josef Müller (1936–2021), Maler
- Ernst Wilhelm Nay (1902–1968), Maler
- Barnett Newman (1905–1970), Maler
- Kenneth Noland (1924–2010), Maler
- Jules Olitski (1922–2007), Maler und Bildhauer
- Graham Peacock (* 1945), Maler
- Marta Pan (1923–2008), Bildhauerin
- Francis Picabia (1879–1953), Maler
- Jackson Pollock (1912–1956), Maler
- Larry Poons (* 1937), Maler
- Ad Reinhardt (1913–1967), Maler
- Gian Carlo Riccardi (1933–2015), Maler, Theaterregisseur, Bildhauer und Schriftsteller
- Jean-Paul Riopelle (1923–2002), Maler
- Otto Ritschl (1885–1976), Maler
- Mark Rothko (1903–1970), Maler
- Emil Schumacher (1912–1999), Maler
- Richard Serra (* 1939), Bildhauer
- Frank Stella (1936–2024), Maler und Bildhauer
- Louise Stomps (1900–1988), Bildhauerin und Grafikerin
- Sophie Taeuber-Arp (1889–1943), Malerin, Bildhauerin, Textil-Gestalterin, Innen-Architektin
- Antoni Tàpies (1923–2012), Maler und Bildhauer
- Cy Twombly (1928–2011), Maler
- Victor Vasarely (1906–1997), Maler
- Fritz Winter (1905–1976), Maler
- Wols (1913–1951), Maler